# La tía Alejandra
La tía Alejandra és una pel·lícula mexicana de terror dirigida per Arturo Ripstein. Va ser estrenada en 1979, protagonitzada per Isabela Corona i Diana Bracho.

## Argument
La trama se sustenta en l'arribada a una llar familiar, format per dos pares i els seus tres fills, de l'anciana tia del marit. Una dona en principi afectuosa que sofreix greus canvis d'humor, que es reclou a la seva habitació amb bastant regularitat i que sembla estar envoltada per una aura de misteri que causa rebuig en el major dels fills i no fa més que portar desgràcies a la casa des de la seva arribada.
La Tia posseeix una fortuna que segurament ajudarà als seus parents, però en realitat comença a destruir a tota la família en forma diabòlica, perquè intenta ensenyar bruixeria als nens. Quan un d'ells li fa entremaliadures provoca la seva mort, i quan el seu nebot la tira de la casa l'ofega en el seu propi llit. Després la nena major li crema el rostre i ella fa que s'incendiï una habitació completa amb la nena dins. Només sobreviu l'esposa i la filla petita, però aquesta sembla haver après els secrets de la Tia.

## Repartiment
- Isabela Corona... Tía Alejandra
- Diana Bracho... Lucía
- Manuel Ojeda... Rodolfo
- María Rebeca... Martha
- Lilan Davis ... Malena
- Adonay Somoza Jr. ... Andrés
- Ignacio Retes ... Médico

## Comentaris
La tía Alejandra és un cas curiós i atípic, una rara avis dins de la cinematografia de gènere mexicana. No és estrictament una cinta de terror però transmet inquietud en molts dels seus passatges. No és explícita en el que mostra però joguineja amb encert amb bruixeria, malediccions, màgia negra i satanismo. No és gràfica a l'hora d'exposar violència en pantalla, però de manera subtil la mostra amb una elegant feresa que causa fins i tot malestar en espectador. La posada en escena de Ripstein és austera, senzilla, gairebé podria dir-se que de telenovel·la. Però el seu control sobre el tempo narratiu és excel·lent. Gràcies l'atmosfera i a la magnètica presència d'una gran Isabela Corona que des d'un físic frèvol i fins a desvalgut aconsegueix transmetre un matís amenaçador que semblaria inviable sinó fora per la bona feina entre el director i l'actriu. Basta veure l'escena de la conversa d'Alejandra amb el doctor i el ritual amb la noia nua al fons de l'enquadrament, per a percebre que amb només una lleu pinzellada es pot perfilar el personatge de la protagonista mostrant els seus atípics costums i els llocs que regenta.